# База (машиностроение)
База — поверхность, или заменяющее ее сочетание поверхностей, ось, точка, принадлежащая заготовке или изделию и предназначенная для придания изделию или детали требуемого положения в пространстве относительно выбранной системы отсчета. Процесс придания изделию или детали требуемого положения в пространстве называется базированием.

## Основы базирования
Как известно, абсолютно твердое тело имеет шесть степеней свободы относительно выбранной системы координат: 3 из них — поступательные и 3 — вращательные. Т.е. положение тела относительно системы отсчета можно определить, используя шесть независимых координат, каждая из которых определяет связь и лишает тела одной степени свободы.
Правило шести точек: для определения положения детали необходимо и достаточно лишить ее шести степеней свободы, то есть задать координаты шести опорных точек. При нарушении правила шести точек появляется неопределенность базирования. 
Схему расположения опорных точек детали на базах детали или заготовки называют схемой базирования.
Совокупность трех баз, лишающая тело шести степеней свободы, называется комплектом баз.
База, связывающая одну степень свободы тела, называется опорной.
База, связывающая две степени свободы тела, называется направляющей.
База, связывающая три степени свободы тела, называется установочной.